# III. třída okresu Tachov
III. třída okresu Tachov patří společně s ostatními třetími třídami mezi deváté nejvyšší fotbalové soutěže v Česku. Je řízena Okresním fotbalovým svazem Tachov. Hraje se každý rok od léta do jara se zimní přestávkou. Vítěz každé ze skupin postupuje do II. třídy okresu Tachov.

## Vítězové

### III. třída okresu Tachov
| Ročník    | Vítězný tým            |
| --------- | ---------------------- |
| 2004/2005 | TJ Sokol Trpísty       |
| 2005/2006 | FK Planá B             |
| 2006/2007 | FO Baník Stříbro B     |
| 2007/2008 | TJ Sokol Lom u Tachova |
| 2008/2009 | FC Sokol Kokašice      |
| 2009/2010 | FO Baník Stříbro B     |
| 2010/2011 | TJ Sokol Černošín      |
| 2011/2012 | TJ Motor Záchlumí      |
| 2012/2013 | FO Baník Stříbro B     |
| 2013/2014 | TJ Sokol Lom u Tachova |
| 2014/2015 | TJ Sokol Lom u Tachova |
| 2015/2016 | FO Baník Stříbro B     |
| 2016/2017 | TJ Zetor Tisová        |
| 2017/2018 | TJ Kladruby            |
| 2018/2019 |                        |